# MTV Spit Mixtape
MTV Spit Mixtape è un album compilation pubblicato dall'azienda commerciale MTV Italia in collaborazione con la Tempi Duri Records, etichetta fondata dal rapper Fabri Fibra.
Il disco, pubblicato in freedownload sul sito ufficiale di MTV il 28 giugno 2012 e sul sito ufficiale della Tempi Duri Records il 6 luglio 2012, contiene i migliori freestyle di tutti i componenti del programma MTV Spit, trasmesso dall'emittete televisiva MTV, eseguiti da ciascuno nelle varie puntate che li hanno visti confrontarsi l'un l'altro.

## Il disco
Oltre alla registrazione del miglior freestyle di ogni componente che ha partecipato alla trasmissione, il disco comprende:
- La sigla iniziale del programma, Chi sale sul ring, cantata da Marracash.
- L'intervista iniziale fatta a ciascun giudice del programma remixata con annessa base di Deleterio con scratch di DJ Double S.
- Una traccia di 3 minuti che contiene la raccolta delle migliori rime eseguite da ciascun componente.
- Un freestyle inedito di ogni componente (eccetto per Dank, che nel disco non ha nessun freestyle inedito, e per Rancore, che al posto del freestyle ha una breve canzone intitolata Guerra tra cani), eseguito in uno studio a parte per l'occasione. Il termine "freestyle", quando utilizzato per descrivere un brano contenuto in un album, sta ad indicare una canzone scritta velocemente ed istintivamente e subito dopo registrata, e non ad una vera e propria improvvisazione in studio.
- Una traccia contenente la battaglia finale del programma che vede confrontarsi il rapper Nitro con il pluripremiato rapper Ensi.
- Una traccia comprendente la premiazione e uno skit registrato da Marracash per l'occasione.

L'album è stato prodotto da DJ Lil Cut con la collaborazione di Mastafive, ed in esso si può sentire in vari brani il rapper Clementino mentre annuncia ciascuna traccia e componente.

## Tracce
1. Marracash – Sigla – 1:49
2. DJ Double S – Giuria – 1:38
3. AA. VV. – Le migliori rime sui 4/4 – 3:16
4. Dari – Best – 1:19
5. Dari – Freestyle inedito – 0:42
6. Moreno – Best – 1:18
7. Moreno – Freestyle inedito – 0:48
8. Kenzie – Best – 1:14
9. Kenzie – Freestyle inedito – 0:59
10. Dank – Best – 2:19
11. Noema – Best – 1:06
12. Noema – Freestyle inedito – 0:48
13. Kiave – Best – 1:11
14. Kiave – Freestyle inedito – 0:58
15. Rancore – Best – 1:08
16. Rancore – Guerra tra cani – 0:38
17. Clementino – Best – 1:14
18. Clementino – Freestyle inedito – 0:53
19. Loop Luna – Best – 1:10
20. Loop Luna – Freestyle inedito – 1:03
21. Fred De Palma – Best – 1:06
22. Fred De Palma – Freestyle inedito – 0:46
23. Nitro – Best – 1:10
24. Nitro – Freestyle inedito – 1:19
25. Ensi – Best – 1:20
26. Ensi – Freestyle inedito – 0:56
27. Nitro, Ensi – Battle finale – 4:52
28. AA. VV. – Outro e premiazione (con skit di Marracash) – 2:52